# Грузевич, Бронислав Иванович
Бронислав Иванович Грузевич (1934—2009) — полковник Советской Армии, Заслуженный лётчик-испытатель СССР (1977), Герой Советского Союза (1985).

## Биография
Бронислав Грузевич родился 7 марта 1934 года в городе Акмолинске (ныне — Астана, Казахстан). Провёл детство и юность в Симферополе. В 1949—1950 годах занимался в Симферопольском аэроклубе, в 1953 году окончил Харьковскую специальную школу военно-воздушных сил. В июле 1953 года Грузевич был призван на службу в Советскую Армию. В 1954 году он окончил 10-ю военную авиационную школу первоначального обучения лётчиков в Кременчуге, в 1957 году — Армавирское военное авиационное училище лётчиков. Проходил службу в Закавказском военном округе.
С 1965 года Грузевич служил лётчиком-испытателем Государственного научно-испытательного института ВВС. Проводил испытания самолётов «МиГ-25ПУ», «МиГ-31», «МиГ-21», «МиГ-25», «МиГ-25РБ», «МиГ-29», «Су-27», ракеты «Х-58».
Указом Президиума Верховного Совета СССР от 21 февраля 1985 года за «мужество и героизм, проявленные при испытании новой авиационной техники» полковник Бронислав Грузевич был удостоен высокого звания Героя Советского Союза с вручением ордена Ленина и медали «Золотая Звезда» за номером 11526.
В августе 1986 года в звании полковника Грузевич был уволен в запас. Проживал в городе Ахтубинске Астраханской области, в 1986 году переехал в Симферополь. Скончался 15 марта 2009 года, похоронен на симферопольском кладбище «Абдал».
Заслуженный лётчик-испытатель СССР (1977). Был также награждён орденами Красного Знамени и Красной Звезды, а также рядом медалей.